# A talaj elektromos tulajdonságai
Az elektronikus eszközök elterjedésével számos olyan alkalmazás alakult ki, amely szükségessé teszi a talaj elektromos tulajdonságainak ismeretét. A tudomány és a technológia tárgyaiban számos olyan interdiszciplina jött létre, amely a talajtan és a villamosságtan határterületét képezi. Néhány példa ezekre a területekre:
- villámvédelem, villámvédelmi földelések kialakítása
- szigetüzemű kis- és középfeszültségű villamos hálózatok érintésvédelmi földelése
- rádiótechnika: nagyfrekvenciás földelések kialakítása, talaj hatása a hullámterjedésre

Elektromos szempontból a talaj következő tulajdonságainak ismerete a legfontosabb:
- εr - a talaj dielektromos állandója
- σ - a talaj fajlagos vezetőképessége
- fh - a talaj vezetési határfrekvenciája
- ρ - a talaj fajlagos ellenállása

## Különféle talajtípusok elektromos adatai
| A talaj típusa                                            | ε  | σ (Sm)   | fh (MHz) | ρ (Ωm) |
| --------------------------------------------------------- | -- | -------- | -------- | ------ |
| Tengervíz                                                 | 80 | 5        | 900      | 0,2    |
| Édesvíz                                                   | 80 | 0,005    | 1,1      | 200    |
| Nedves, mocsaras talaj                                    | 30 | 0,02     | 12       | 50     |
| Gazdag termőtalaj                                         | 15 | 0,01     | 12       | 100    |
| Átlagos talaj                                             | 15 | 0,005    | 6        | 200    |
| Sziklás talaj                                             | 7  | 10−3     | 2,6      | 1000   |
| Hegyvidéki talaj                                          | 5  | 10−3     | 3,6      | 1000   |
| Beton                                                     | 4  | 0,002    | 9        | 5000   |
| Aszfalt                                                   | 3  | 10−4     | 0,6      | 10000  |
| Sarkvidéki talaj                                          | 15 | 5·10−4   | 0,6      | 2000   |
| Száraz homoktalaj                                         | 3  | 5·10−5   | 0,3      | 20000  |
| Sarki jég                                                 | 3  | 2·10−5   | 0,15     | 50000  |
| Hordaléktalaj                                             |    | 0,007    |          | 150    |
| Humusz                                                    |    | 0,013    |          | 80     |
| Nedves tőzeg                                              |    | 0,016    |          | 60     |
| Képlékeny agyag                                           | 20 | 0,02     |          | 50     |
| Márga, tömör agyag                                        | 20 | 0,007    |          | 150    |
| Jurai márga                                               |    | 0,029    |          | 35     |
| Agyagos homok                                             | 20 | 0,0033   |          | 300    |
| Kovasavas homok                                           | 15 | 7·10−4   |          | 1500   |
| Köves talaj                                               | 5  | 4·10−4   |          | 2500   |
| Pázsittal fedett köves talaj                              | 6  | 0,0025   |          | 400    |
| Puha mészkő                                               | 8  | 0,007    |          | 150    |
| Tömör mészkő                                              | 8  | 3,3·10−4 |          | 3000   |
| Repedezett mészkő                                         | 7  | 0,0013   |          | 750    |
| Agyagpala                                                 | 20 | 0,005    |          | 200    |
| Csillámpala                                               |    | 0,0013   |          | 800    |
| Gránit                                                    | 5  | 10−4     |          | 10000  |
| Öreg homokkő                                              | 5  | 0,0029   |          | 350    |
| Iszapos, művelt föld, nedves, tömör feltöltés             | 7  | 0,02     |          | 50     |
| Enyhén művelt föld, kavicsos, durva feltöltés             | 8  | 0,002    |          | 500    |
| Fedőréteg nélküli köves föld, száraz homok, vízzáró kövek | 6  | 3,3·10−4 |          | 3000   |

## A talaj elektromos tulajdonságainak hőfokfüggése
A talaj elektromos tulajdonságait nagyrészt a talajban lévő víz, és az abban feloldott sók, ionok mennyisége határozza meg. Ennek következtében a talaj fajlagos ellenállása hőfokfüggő, mivel
- a hidegebb víz kevesebb sót tud feloldani, így a fajlagos ellenállása nő
- ha a víz megfagy, a fajlagos ellenállás ugrásszerűen megnő, mivel az oldott ionok nem tudnak benne mozogni.

Fagypont alatt a talaj dielektromos állandója ugrásszerűen csökken, mivel a jég dielektromos állandója sokkal kisebb mint a vízé.